# ميناء الأتكة
ميناء الصيد الأتكة، هو أحد موانئ الصيد في مصر، جنوب السويس.

## وصف الميناء
| الموقع         | ميناء الصيد بالأتكة 20كم جنوب السويس. |
| المكونات       | أرصفة – حواجز أمواج – محطات وقود – مصانع ثلج – مظلات – محلات وورش – مخازن بوتاجاز – مخازن – سوق – كافتيريا – مسجد – قزق – دورات مياه – منطقة عشوائية. |
| نشاط الميناء   | ميناء صيد أسماك |
| تاريخ الإنشاء  | عام 1992. |
| التشغيل الفعلى | عام 1995. |

## مقومات الميناء
| المساحة البرية     | 40 فدان تقريباً 170000 متر مربع |
| المساحة البحرية    | 932.4 متر) طول الأرصفة)        |
| مقومات إنتاجية     | ساعات العمل: 12ساعة / يوم      |
| القدره الإستيعابيه | 150 سفينة صيد 217 طن /سنه      |

## الخصائص

### خصائص ملاحية

#### بيانات ملاحية
- توجد فنادر مطاطية وشمعات رباط
- يوجد عدد 2 حاجز أمواج
- يوجد عدد 2 نور (أخضر - أحمر) لدخول فتحة الميناء

#### بيانات الإرشاد
توجد إنارة على أطراف حاجزى الأمواج

### بيانات تفصيلية للأرصفة
- رصيف قديم بطول 364م وبعمق 1.5 – 4م
- رصيف جديد بطول 468م وبعمق 2 – 5م

## الخدمات والتسهيلات

### الخدمات
محطات وقود – مصانع ثلج – قزق – دورات مياه

### مقومات الأمن والسلامة والحفاظ على البيئة بالميناء
يوجد خط إطفاء حريق بالكامل محاط بالميناء من جميع الجوانب.